# Myristica sogeriensis
Myristica sogeriensis là một flora species thuộc họ Myristicaceae. Đây là loài đặc hữu của Papua New Guinea.